# Diafoor
Een diafoor (ook: distinctio, ploke of onderscheiding) is een stijlfiguur waarbij een woord wordt herhaald, maar steeds in een andere betekenis.
voorbeelden
- Men moet zijn leven leven.
- Boys will be boys.